# William F. Smith
William Farrar Smith (ur. 17 lutego 1824, zm. 28 lutego 1903) – amerykański oficer, kartograf, inżynier, generał major Armii Unii.

## Życiorys
Uczestnik wojny secesyjnej znany zarówno ze znakomitych zwycięstw jak i dotkliwych porażek. Był wyróżniany za waleczność w czasie bitew siedmiodniowych i nad Antietam, ale obniżono mu rangę za niesubordynację po porażającej klęsce pod Fredericksburgiem. Jako szef służb inżynieryjnych Armii Cumberlandu zdobył ogromną popularność odtwarzając linie zaopatrzenia i zapobiegając tym samym zagłodzeniu żołnierzy; natomiast podczas pierwszych działań przeciwko Petersburgowi wahania Smitha (być może związane z powtarzającymi się atakami malarii, na którą cierpiał od lat) kosztowały Armię Unii utratę możliwości szybkiego zakończenia wojny, za co został pozbawiony dowództwa.
Podczas służby w Korpusie Inżynieryjnym Armii skartował znaczne obszary Ameryki Północnej, w tym otoczenie Wielkich Jezior, terytoria stanów Teksas, Arizona i Floryda, a nawet Meksyku. Po wojnie, do roku 1873, był prezesem International Telegraph Company, a w latach 1875−1881 jednym z członków Rady Komisarzy New York City Police Department (NYPD), by w roku 1877 zostać jej przewodniczącym. Po roku 1881 brał udział w realizacji cywilnych prac inżynieryjnych w Pensylwanii. Zmarł w 1903 w Filadelfii, a pochowany został na Cmentarzu Narodowym w Arlington. Jego praca „Autobiography of Major General William F. Smith, 1861–1864” została opublikowana pośmiertnie dopiero w 1990 roku.